# Vallejo
|  | Aquest article tracta sobre el municipi dels EUA. Si cerqueu l'antic estadi de la ciutat de València, vegeu «Estadi de Vallejo». |

Vallejo és una població dels Estats Units situada a l'estat de Califòrnia. Segons el cens del 2010 té una població de 115.942 habitants.

## Demografia
Segons el cens del 2000, Vallejo tenia 125.900 habitants, 39.601 habitatges, i 28.235 famílies. La densitat de població era de 1.495,3 habitants/km².
Dels 39.601 habitatges en un 36,5% hi vivien nens de menys de 18 anys, en un 49,1% hi vivien parelles casades, en un 16,5% dones solteres, i en un 28,7% no eren unitats familiars. En el 22,7% dels habitatges hi vivien persones soles el 8% de les quals corresponia a persones de 65 anys o més que vivien soles. El nombre mitjà de persones vivint en cada habitatge era de 2,9 i el nombre mitjà de persones que vivien en cada família era de 3,43.
Per edats la població es repartia de la següent manera: un 27,6% tenia menys de 18 anys, un 9% entre 18 i 24, un 29,6% entre 25 i 44, un 22,6% de 45 a 60 i un 11,2% 65 anys o més.
L'edat mediana era de 35 anys. Per cada 100 dones de 18 o més anys hi havia 89,7 homes.
La renda mediana per habitatge era de 47.030 $ i la renda mediana per família de 53.805 $. Els homes tenien una renda mediana de 40.132 $ mentre que les dones 32.129 $. La renda per capita de la població era de 20.415 $. Entorn del 7,7% de les famílies i el 10,1% de la població estaven per davall del llindar de pobresa.

## Poblacions més properes
El següent diagrama mostra les poblacions més properes.

## Demografia
Segons el cens de 2010, hi havia 115.942 persones residint a Vallejo. La densitat de població era de 900 hab/km². Dels 115.942 habitants, Vallejo estava compost pel 32,9% blancs, el 22,06% eren afroamericans, el 0,65% eren amerindis, el 24,92% eren asiàtics, l'1,07% eren illencs del Pacífic, l'11% eren d'altres races i el 7,47% pertanyien a dos o més races. Del total de la població el 22,57% eren hispans o llatins de qualsevol raça.